# 蒙特萨诺萨伦蒂诺
蒙特萨诺萨伦蒂诺（義大利語：Montesano Salentino），是意大利莱切省的一个市镇。总面积8平方公里，人口2731人，人口密度341.4人/平方公里（2009年）。ISTAT代码为075049。